# 終決者たち (小説)
『終決者たち』(原題：The Closers)は、アメリカのミステリー作家マイクル・コナリーによる15番目の小説であり 、ロサンゼルスの刑事ハリー・ボッシュを主人公とする11番目の小説である。ボッシュの引退後を描いた前2作（『暗く聖なる夜』『天使と罪の街』）が一人称視点で語られていたのに対し、本作では再び三人称視点に戻っている 。

## ストーリー
ボッシュはロス市警に復職し、本部長から未解決事件班に配属され、キズミン・ライダーとコンビを再結成する。未解決事件の一つである17年前(1988年)の事件で、DNA鑑定により新たな証拠が見出され、班長のプラットから捜査開始を命じられる。
当時の殺人調書によれば、女子高生ベッキーが自宅から失踪し、数日後に自宅付近で死体で見つかった事件であった。捜査に当たったデヴォンシャー署は当初自殺を疑っていたが、死体の首筋にスタンガンの跡があるなどしたため殺人に切り替えられて捜査された。また、死体近くで見つかった凶器の銃は撃鉄に使用者のものと思われる血が付いており、近年のDNA鑑定技術でそれが市内に住むローランド・マッキーのものであると判明した。
ボッシュは新聞に記事を載せてマッキーが慌てて動き出すように罠をかけることを思いつく。
ボッシュとライダーは、マッキーを担当していた保護観察官キブルを訪ね、マッキーが白人至上主義者であることを知る。被害者のベッキーは黒人の父と白人の母の下に生まれたので、人種差別が動機の可能性も考えられた。
続いてボッシュとライダーは、当時の担当刑事だったガルシアを訪ね、ガルシアはボッシュの新聞記事作戦に協力することを約束する。
ボッシュとライダーは被害者が当時通っていた高校ヒルサイド・プレップを訪れ、校長のストッダードと面会する。彼は事件当時科学の教員だった。彼女の親友の一人であるベイリー・セイブルが今ではこの高校で教員をしており、ボッシュたちは彼女とも面会する。ふたりともマッキーのことは知らないと答える。ベイリーによると、ベッキーは高1のときに彼氏がいたが、ハワイに引っ越して別れてしまったとのこと。
マッキーは行方知れずになる前はレッカー業者で働いていたため、ボッシュはレッカー業者を幾つか当たって勤務先を突き止める。
次にボッシュとライダーはベッキーの生家を訪ねる。そこには母のミュリエルが住んでいた。夫のロバートは有名料理店のシェフだったが、娘の事件があった後に落ちぶれて、今はホームレスが多くいるトイ地区のどこかにいると言う。ベッキーの部屋は17年前そのままの状態で保存されていた。ボッシュはその部屋の様子は調書の写真でも見ていたが、何か違和感を覚える。
二人はプラットに電話盗聴の許可を得て、一芝居打ってマッキーの携帯電話番号と携帯電話会社を突き止める。ボッシュはベッキーの親友の一人だったグレイス・タナカや、ハワイに引っ越した元恋人のダニー・コチョフに電話で話を聞く。ミュリエルはコチョフが引っ越した後も毎晩ベッキーに電話してきていたと言っていたが、コチョフがそれを否定したため、別人がベッキーに電話していた可能性を推測する。さらにボッシュは電話で凶器の銃の持ち主だったサム・ワイスと話し、家に不法侵入されて銃と金品を盗まれたことが判明する。当時その辺りにはチャッツワース・エイト団という不良グループがヘイトクライム活動を行っており、ユダヤ人の彼にも頻繁に脅しの電話がかかっていたが、不法侵入は別のものの仕業だろうと当時の刑事ジョン・マクレランは言っていたらしい。そして当時その地域の公安事件班を束ねていたのが、副本部長になる前のアーヴィングであった。
ボッシュはマッキーを職場から尾行して自宅を突き止める。そこには、ウイリアム・バークハートというヘイトクライムの前科がある男の車が停車していた。
ボッシュは、ホームレスが多いトイ地区の無料食堂で料理人をしているロバート（被害者の父）を見つけて話を聞く。彼は当時人種問題が動機だったのではないかと疑っていたが、ガルシアではない別の刑事が出てきて人種の動機を強く否定し、それ以上騒ぎ立てないようにと彼を脅したという。彼はそれを受け入れた自分が許せなくて落ちぶれた。当時の公安事件班の資料を調べたところ、チャッツワース・エイト団のリーダーは市警の警部の息子であり、それが市警にとって都合が悪かったので、ウイリアム・バークハートに罪を着せて刑務所に送り込んでおり、その現場で動いていたのがアーヴィングだった。そこにベッキーの事件が起きてヘイトクライム絡みではないかとロバートが騒ぎ出したので、シナリオが崩れるのを恐れてアーヴィングらはロバートを黙らせていた。
ボッシュらが仕込んでいた新聞記事が掲載された。ボッシュは自分の車をパンクさせてマッキーの会社にレッカーを要請し、マッキーが派遣されてきて会社までレッカーされていく間、マッキーにさり気なく新聞を見せるとともに、白人至上主義者のふりをして彼と仲良くなる。その後彼を尾行するが、マッキーはレッカー移動を呼ばれた先で殺されてしまう。
17年前の事件当夜、犯人はしばらくの間被害者の自宅の中に隠れていたことを知ったボッシュは、捜査調書を見直して被害者の部屋のベッドスカートが乱れていたことに気づく。犯人がベッド下に隠れていたのであり、ベッド下を改めて調べたところ、持ち主不明の指紋が発見される。
ボッシュはマッキーを殺すために探し出した電話の主を調べ、それがアマンダ・ソーベックなる人物の携帯電話だったことを突き止める。アマンダ・ソーベックによると、それは娘の携帯電話だと言い、娘はヒルサイド・プレップ高校に通っているという。そして担任がベイリーであると判明する。ボッシュとキズが高校に急行し、アマンダの娘に話を聞くと、携帯電話はセイブルに取り上げられた後、校長から返却されたとのこと。ボッシュはストッダード校長こそがベッキーの恋人であり犯人だったのだと悟る。ストッダードは17年前チャッツワース高校で個人教師のバイトをしており、そのときに高校卒業資格を取りに来ていたマッキーの担当になったのだろうと推理する。ストッダードの自宅は空だったが、彼が拳銃を持ち出しており、ベッドサイドにはベッキーの写真が飾られていた。ボッシュとライダーはベッキーの生家に駆けつける。すると階下で母親のミュリエルが縛られている。ボッシュが二階のベッキーの部屋に行くと、そこにストッダードがおり、危機一髪でストッダードを逮捕する。
(本書の冒頭で)本部長から招待されていたポリスアカデミーの観閲式にボッシュが出席すると、本部長がアーヴィングの引退を発表する。
事件の後処理をしているボッシュのもとに、ストッダードが死んだという知らせが届く。ロバートが泥酔で逮捕されてストッダードと同じ刑務所に入れられ、そこでストッダードを見つけて刺したのだった。ボッシュはこれからも死者の代弁をするという誓いを立てるのだった。そして次はボッシュがロス市警に入りたてのころに担当した老女殺人事件を捜査したいとライダーに言う。

## 登場人物
ハリー・ボッシュ：本書の主人公。ロス市警未解決事件班の刑事。一度退職して私立探偵をしていたが、本作で3年ぶりに再就職した。
キズミン・ライダー ：ボッシュの相棒
エーベル・プラット：ボッシュとライダーの上司
ベッキー（レベッカ・ヴァローレン）：17年前に殺害された女子高校生
ローランド・マッキー：ベッキーの事件の容疑者、レッカー会社勤務
ロバート・ヴァローレン：ベッキーの父
ミュリエル・ヴァローレン：ベッキーの母
アルトゥーロ・ガルシア：ベッキーの事件を担当していた刑事
ベイリー・セイブル：ベッキーの親友、現在は高校教師
ダニー・コチョフ：ベッキーの元恋人
ゴードン・ストッダード：ベッキーが通っていた高校の校長
サム・ワイス：ベッキーの事件で使われた銃の所有者
ウィリアム・バークハート：不良グループ チャッツワース・エイト団のメンバー

## 制作
本書のタイトルは、それまで誰も解決できなかった事件を解決する未解決事件捜査班を指している。
著者コナリーは、ボッシュを市警に復帰させてことについて、私立探偵では新たな殺人を捜査する機会が無いため、ハリー・ボッシュ・シリーズを終了させることも考えていたが、ある日ロス市警の刑事に会い、彼が20年間勤めたあと一度退職し、その後市警の未解決事件捜査班に再就職したことを聞き、そのおかげでボッシュを同様に復帰させることができたと語っている。